# Cedric Ceballos
Cedric Z. Ceballos (Maui, Havaji, SAD, 2. kolovoza 1969.) je američki košarkaš.
Studirao je na sveučilištu California State Fullerton. Phoenix Sunsi su ga na draftu 1990. izabrali u 2. krugu. Bio je 48. po redu izbor.

## Vanjske poveznice
- NBA.com